# Уэстминстер (Калифорния)
Уэстминстер (англ. Westminster) — город в западной части округа Ориндж в штате Калифорния в Соединённых Штатах Америки.
Согласно данным переписи населения США 2020 года число жителей города 
составляло 90 911 человек, что чуть больше (+ 1.3%), чем было во время предыдущей переписи проводившейся в 2010 году (89 701 человек).

## История
Поселение было основано в 1870 году преподобным Лемуэлем Уэббером как пресвитерианская колония трезвости и названо им в память о Вестминстерской ассамблее 1643 года, которая установила основные принципы пресвитерианской веры.

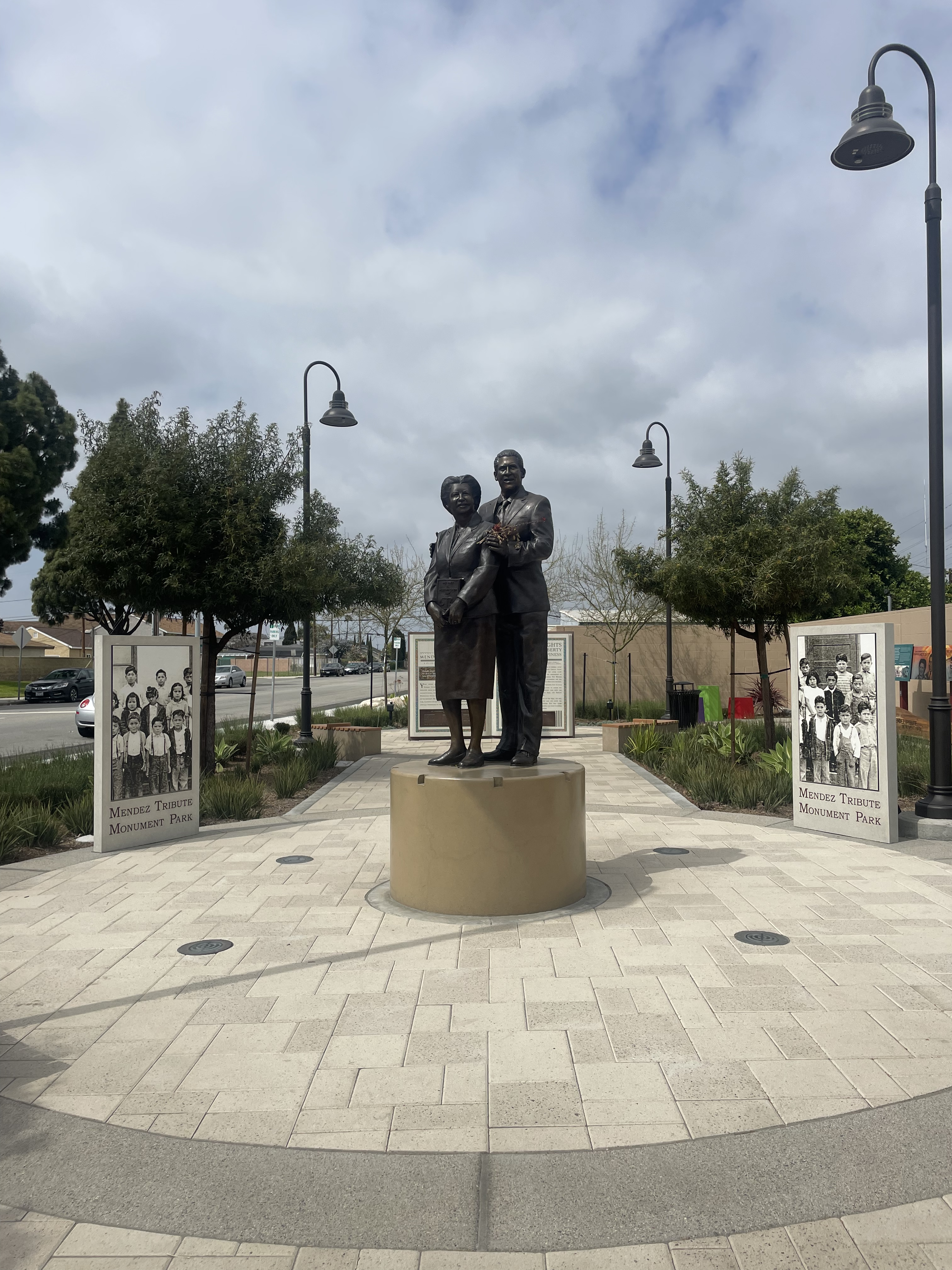
Памятник семье Мендес

В 1947 году город был в центре внимания из-за судебного процесса Мендес против США, когда латиноамериканец подал в суд на школьный округ за то, что тот заставил его дочь Сильвию посещать школу для мексиканских детей. В конечном итоге они выиграли дело и таким образом инициировали процесс десегрегации. Позднее супругам Мендес в городе был установлен памятник, а 15 февраля 2011 года, президент США Барак Обама наградил Сильвию Мендес Президентской медалью Свободы.
В 1957 году Уэстминстер официально получил статус города, когда в нём проживало 10 755 жителей. Первоначально город назывался Три-Сити (англ. Tri-City), поскольку он должен был стать объединением трёх городов: Уэстминстера, Барбер-Сити (англ. Barber City) и Мидуэй-Сити. Жители последнего в конечном итоге отказались от слияния и только Барбер-Сити был поглощён недавно включенным в реестр штата Уэстминстером; ныне бывший Барбер-Сити занимает западную часть объединённого города.
В 1996 году Уэстминстер получил премию All-America City Award (букв. «Всеамериканский город») присуждаемую Национальной гражданской лигой, которую неофициально называют «Нобелевской премией за конструктивное гражданство» и которая выдается за активную гражданскую позицию жителей сообществ США в жизни местного самоуправления.
В Уэстминстере проживает одно из крупнейших вьетнамских поселений в США; они поселились в основном в Маленьком Сайгоне, и поэтому город известен как «столица вьетнамцев». Здесь проживает около 40 тысяч вьетнамских американцев, что превышает 40% от общей численности населения города, по данным переписи населения США 2020 года.

## География
Уэстминстер граничит с городом Сил-Бич на западе, Гарден-Гров на севере и востоке, а также с Хантингтон-Бич, Мидуэй-Сити и Фаунтин-Валли на юге. Санта-Ана, административный центр округа Ориндж, находится к востоку от Уэстминстера.
Через город проходят Автострада 45 и короткий отрезок Шоссе № 22.
Согласно данным Бюро переписи населения США, общая площадь города составляет 10 квадратных миль (26 км2) и вся эта территория приходится на сушу.